# Guéblange-lès-Dieuze
Pour l’article homonyme, voir Le Val-de-Guéblange.
Guéblange-lès-Dieuze est une commune française située dans le département de la Moselle, en région Grand Est.

## Géographie
| Blanche-Église | Dieuze               | Lindre-Basse |
|                | Guéblange-lès-Dieuze | Gelucourt    |
| Juvelize       | Donnelay             |              |

### Hydrographie
La commune est située dans le bassin versant du Rhin au sein du bassin Rhin-Meuse. Elle est drainée par le ruisseau de Gueblange, le ruisseau de l'Étang des Essarts et le ruisseau de l'Étang Voite.
Le ruisseau de Gueblange, d'une longueur totale de 16,6 km, prend sa source dans la commune de Maizières-lès-Vic et se jette  dans la Seille à Blanche-Église face à la commune de Mulcey, après avoir traversé six communes.

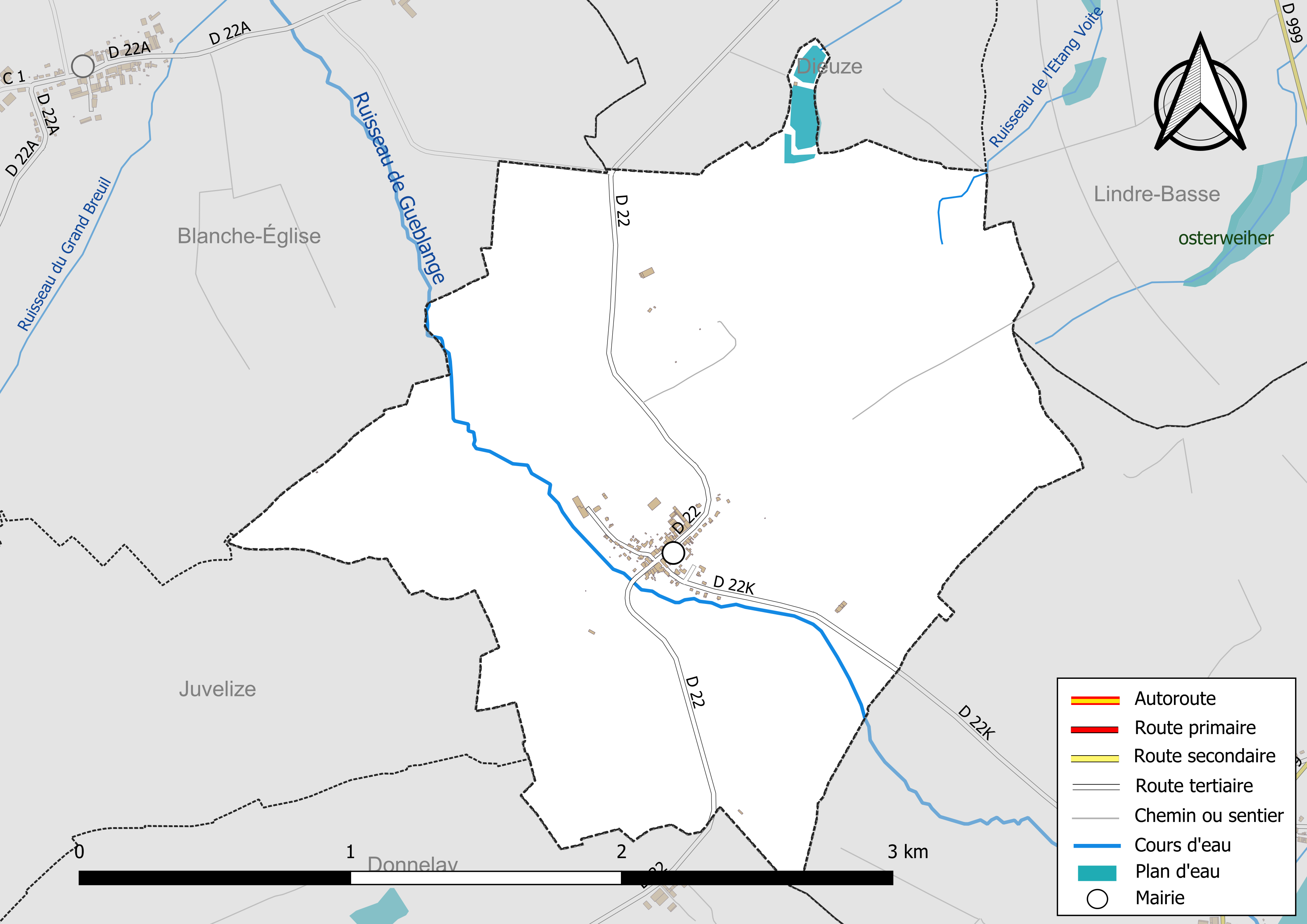
Réseaux hydrographique et routier de Guéblange-lès-Dieuze.

La qualité des eaux des principaux cours d’eau de la commune, notamment du ruisseau de Gueblange, peut être consultée sur un site spécial géré par les agences de l’eau et l’Agence française pour la biodiversité.

### Climat
Pour des articles plus généraux, voir Climat du Grand Est et Climat de la Moselle.
En 2010, le climat de la commune est de type climat océanique dégradé des plaines du Centre et du Nord, selon une étude du Centre national de la recherche scientifique s'appuyant sur une série de données couvrant la période 1971-2000. En 2020, Météo-France publie une typologie des climats de la France métropolitaine dans laquelle la commune est exposée à un climat semi-continental et est dans la région climatique  Lorraine, plateau de Langres, Morvan, caractérisée par un hiver rude (1,5 °C), des vents modérés et des brouillards fréquents en automne et hiver. 
Pour la période 1971-2000, la température annuelle moyenne est de 10 °C, avec une amplitude thermique annuelle de 17 °C. Le cumul annuel moyen de précipitations est de 881 mm, avec 12,1 jours de précipitations en janvier et 9,1 jours en juillet. Pour la période 1991-2020, la température moyenne annuelle observée sur la station météorologique de Météo-France la plus proche, « Rodalbe », sur la commune de Rodalbe à 15 km à vol d'oiseau, est de 10,6 °C et le cumul annuel moyen de précipitations est de 737,2 mm. 
La température maximale relevée sur cette station est de 38,7 °C, atteinte le 24 juillet 2019 ; la température minimale est de −18,1 °C, atteinte le 26 décembre 2010,,. 
Les paramètres climatiques de la commune ont été estimés pour le milieu du siècle (2041-2070) selon différents scénarios d'émission de gaz à effet de serre à partir des nouvelles projections climatiques de référence DRIAS-2020. Ils sont consultables sur un site spécial publié par Météo-France en novembre 2022.

## Urbanisme

### Typologie
Au 1er janvier 2024, Guéblange-lès-Dieuze est catégorisée commune rurale à habitat dispersé, selon la nouvelle grille communale de densité à sept niveaux définie par l'Insee en 2022.
Elle est située hors unité urbaine. Par ailleurs la commune fait partie de l'aire d'attraction de Dieuze, dont elle est une commune de la couronne,. Cette aire, qui regroupe 31 communes, est catégorisée dans les aires de moins de 50 000 habitants,.

### Occupation des sols
L'occupation des sols de la commune, telle qu'elle ressort de la base de données européenne d’occupation biophysique des sols Corine Land Cover (CLC), est marquée par l'importance des territoires agricoles (88,5 % en 2018), une proportion sensiblement équivalente à celle de 1990 (88,7 %). La répartition détaillée en 2018 est la suivante : 
prairies (43,2 %), terres arables (31,9 %), zones agricoles hétérogènes (13,3 %), forêts (11,5 %). L'évolution de l’occupation des sols de la commune et de ses infrastructures peut être observée sur les différentes représentations cartographiques du territoire : la carte de Cassini (XVIIIe siècle), la carte d'état-major (1820-1866) et les cartes ou photos aériennes de l'IGN pour la période actuelle (1950 à aujourd'hui).

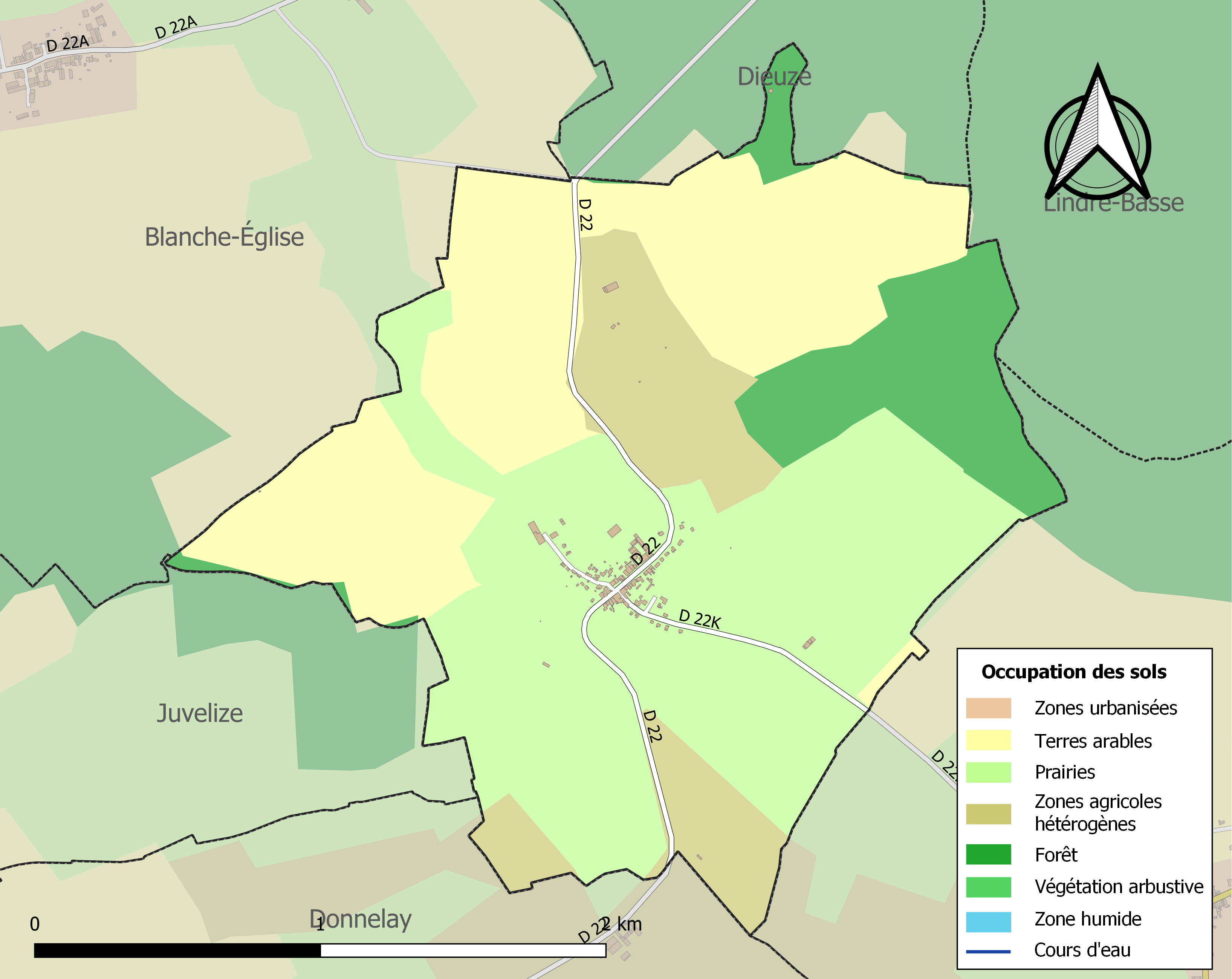
Carte des infrastructures et de l'occupation des sols de la commune en 2018 (CLC).

## Toponymie
- D'un nom de personne germanique Gebold[14] suivi du suffixe -ing francisé en -ange.
- Anciennes mentions[15],[16] :  Gebeldingen (1225), Gébellenges/Gébellanges (1476), Gueublange (1553), Guebellanges (1555), Gueblengen (1567), Gueblanche (1793), Güblingen (1871-1918).

## Histoire
- Dépendait de l'ancienne province de Lorraine et de la prévôté de Dieuze.
- Partagé entre deux seigneurs en 1681, les d'Einville et les Baillivy ; il y avait deux châteaux forts à plusieurs tours.

## Politique et administration
| Période                                  | Période   | Identité        | Étiquette | Qualité |
| ---------------------------------------- | --------- | --------------- | --------- | ------- |
| Les données manquantes sont à compléter. |           |                 |           |         |
| 1945                                     | 1983      | Raymond Spieser |           |         |
| mars 1989                                | mars 2001 | Jacques Nicole  |           |         |
| mars 2001                                | En cours  | Gilbert Voinot  |           |         |

## Démographie
L'évolution du nombre d'habitants est connue à travers les recensements de la population effectués dans la commune depuis 1793. Pour les communes de moins de 10 000 habitants, une enquête de recensement portant sur toute la population est réalisée tous les cinq ans, les populations de référence des années intermédiaires étant quant à elles estimées par interpolation ou extrapolation. Pour la commune, le premier recensement exhaustif entrant dans le cadre du nouveau dispositif a été réalisé en 2008.

En 2022, la commune comptait 148 habitants, en évolution de −9,2 % par rapport à 2016 (Moselle : +0,52 %, France hors Mayotte : +2,11 %).
| 1793 | 1800 | 1806 | 1821 | 1831 | 1836 | 1841 | 1846 | 1851 |
| ---- | ---- | ---- | ---- | ---- | ---- | ---- | ---- | ---- |
| 274  | 305  | 336  | 306  | 304  | 361  | 338  | 350  | 349  |

| 1856 | 1861 | 1871 | 1875 | 1880 | 1885 | 1890 | 1895 | 1900 |
| ---- | ---- | ---- | ---- | ---- | ---- | ---- | ---- | ---- |
| 301  | 280  | 277  | 250  | 233  | 229  | 230  | 259  | 275  |

| 1905 | 1910 | 1921 | 1926 | 1931 | 1936 | 1946 | 1954 | 1962 |
| ---- | ---- | ---- | ---- | ---- | ---- | ---- | ---- | ---- |
| 291  | 275  | 175  | 153  | 138  | 131  | 131  | 152  | 136  |

| 1968 | 1975 | 1982 | 1990 | 1999 | 2006 | 2008 | 2013 | 2018 |
| ---- | ---- | ---- | ---- | ---- | ---- | ---- | ---- | ---- |
| 139  | 142  | 144  | 139  | 141  | 163  | 169  | 168  | 149  |

| 2022 | - | - | - | - | - | - | - | - |
| ---- | - | - | - | - | - | - | - | - |
| 148  | - | - | - | - | - | - | - | - |

## Culture locale et patrimoine

### Lieux et monuments

#### Édifices civils
- Passage d'une voie romaine.
- Emplacement des châteaux.

#### Édifices religieux
- Église Saint-Georges 1768 : autel XVIIe siècle
- Grand calvaire-colonne 1790.

### Héraldique
| Blason de Guéblange-lès-Dieuze | Blason  | De gueules au chevron d'or accompagné en chef de deux molettes et en pointe d'une rose, le tout d'or. |
| Blason de Guéblange-lès-Dieuze | Détails | Le statut officiel du blason reste à déterminer.                                                      |